# Вестіммерланн (муніципалітет)
Вестіммерланн (дан. Vesthimmerland) — муніципалітет у регіоні Північна Ютландія королівства Данія. Площа — 769.9 квадратних кілометрів. Адміністративний центр муніципалітету — місто Орс.

## Населення
У 2012 році населення муніципалітету становило 37 534 особи.